# Lam Plai Mat (huyện)
Lam Plai Mat (tiếng Thái: ลำปลายมาศ) là một huyện (amphoe) thuộc tỉnh Buriram, đông bắc Thái Lan.

## Địa lý
Các huyện giáp ranh (từ đông bắc theo chiều kim đồng hồ) là Khu Mueang, Mueang Buriram, Chamni, Nong Hong của tỉnh Buriram, Huai Thalaeng, Chum Phuang và Lam Thamenchai của tỉnh Nakhon Ratchasima.

## Hành chính
Huyện này được chia thành 16 phó huyện (tambon), các đơn vị này lại được chia thành 220 làng (muban). Có hai thị trấn (thesaban tambon) - Lam Plai Mat nằm trên một phần của tambon Lam Plai Mat, Nong Khu and Hin Khon; Thamenchai nằm trên một phần của tambon Thamenchai and Nong Bua Khok. Ngoài ra có 15 Tổ chức hành chính tambon (TAO).
| Số TT | Tên           | Tên tiếng Thái | Số làng | Dân số |  |
| ----- | ------------- | -------------- | ------- | ------ |  |
| 1.    | Lam Plai Mat  | ลำปลายมาศ      | 17      | 10.587 |  |
| 2.    | Nong Khu      | หนองคู          | 14      | 8.405  |  |
| 3.    | Salaeng Phan  | แสลงพัน         | 16      | 9.293  |  |
| 4.    | Thamen Chai   | ทะเมนชัย        | 17      | 9.245  |  |
| 5.    | Talat Pho     | ตลาดโพธิ์        | 9       | 5.603  |  |
| 6.    | Nong Kathing  | หนองกะทิง       | 11      | 7.264  |  |
| 7.    | Khok Klang    | โคกกลาง        | 16      | 9.161  |  |
| 8.    | Khok Sa-at    | โคกสะอาด       | 16      | 10.009 |  |
| 9.    | Mueang Faek   | เมืองแฝก        | 16      | 10.074 |  |
| 10.   | Ban Yang      | บ้านยาง         | 12      | 8.203  |  |
| 11.   | Phathairin    | ผไทรินทร์        | 19      | 9.751  |  |
| 12.   | Khok Lam      | โคกล่าม         | 12      | 7.533  |  |
| 13.   | Hin Khon      | หินโคน          | 16      | 9.897  |  |
| 14.   | Nong Bua Khok | หนองบัวโคก      | 13      | 7.913  |  |
| 15.   | Bu Pho        | บุโพธิ์           | 8       | 4.469  |  |
| 16.   | Nong Don      | หนองโดน        | 8       | 4.870  |  |